# Francisco de Losada
Fray Francisco de Losada y Corral (¿diócesis de Cartagena?, c. 1612 - Cádiz, 31 de mayo de 1667) fue un compositor y maestro de capilla español.

## Vida
De los primeros años de Losada solo se sabe que entre octubre de 1630 y septiembre de 1634 era seise en la Catedral de Guadix. Su origen murciano es una suposición del autor Pajares Barón, que en su libro Francisco Losada (h. 1612-1667). Vida y obra de un maestro de capilla (1993) lo relaciona con otros músicos contratados en ese momento en la Catedral procedentes de Lorca. Otros autores lo suponen de Almería.
Tres años después, en mayo de 1637 y tras la partida del maestro Antonio Paz hacia Granada, un Francisco de Losada es nombrado maestro de capilla de la Catedral de Almería, con un sueldo de 170 ducados.

Este día se acordó que se reciba por maestro de capilla a Francisco Losada, y tenga esta obligación con que ha de dar cada día lección de canto de órgano a los que las quisieren recibir, así de esta ciudad como de este obispado, y se le señalan 170 ducados de salario en cada año, con que si el sr. Obispo le diere capellanía, entre los que hubiere de haber de ella con las misas, los dichos 170 ducados: y más se le den 100 reales de ayuda de costa para dar de comer a la mula
Actas capitulares de la Catedral de Almería, 8 de mayo de 1637

Probablemente sea la misma persona, pero esto significaría que Losada consiguió el cargo siendo muy joven. Un año después opositó al magisterio de la Colegiata de Antequera, sin permiso del cabildo almeriense, debido a continuas faltas desde junio de 1638. A pesar de ello se presentó en Antequera un día después de que se cerrara el plazo. Pudo tomar parte en las oposiciones, componiendo un motete y una chanzoneta destacados, pero el cargo fue para otro candidato, Bernardo Bernardino de Monteagudo. Otro de los candidatos, Sebastián de Guevara, aprovechó la estancia de Losada en Antequera para dirigirse inmediatamente a Almería y ofrecerse como maestro de capilla. Sebastián de Guevara, que era maestro de capilla de la Iglesia del Salvador de Caravaca de la Cruz, en Murcia, fue aceptado el 25 de agosto de 1538, con la aprovación del organista y el ministril, y el mismo sueldo de Losada.
Losada no regresó a Almería y se documenta su estancia como maestro de capilla de la Colegiata de Santa María la Mayor de Huéscar (Granada),

[...] al licenciado Francisco de Losada, maestro de capilla, del travajo y ocupaçion de las fiestas del Santisimo Sacramento y del naçimiento de nuestro señor Jesucristo y de nuestra señora de la Victoria [...]
Archivo Histórico Municipal de Huéscar, Cuentas de propios, 1639

No se conocen más datos sobre la estancia de Losada en Huéscar, ya que el archivo fue destruido durante la Guerra Civil. Posteriormente solo se sabe que ingresó en la Orden de San Jerónimo, en el Monasterio de Nuestra Señora del Rosario de Bornos (Cádiz). No se conoce la fecha de admisión, por lo que es posible que entre Huéscar y Bornos pasase por otra iglesia.
En 1644 se presentó a las oposiciones para la maestría de Guadix, sin éxito ya que las ganó Jacinto de Mesa.

[...] En este cabildo presentaron sus peticiones el maestro Francisco Losada, el maestro Gregorio Perez, el maestro Matheo Sanchez, el maestro Thomas de Portillo y el maestro Blas Gomez de Zaragoza, en que diçen que llamados por los edictos que se han puesto para el magisterio de capilla de esta Santa Yglesia, han venido a esta ciudad a oponerse a él: suplican les hagan propuestos. Y los señores [del cabildo] dixeron que los admiten a la oposicion [...]
Actas capitulares de la Catedral de Guadix, 15 de junio de 1644

Sin embargo, el 10 de mayo de 1649, cinco años más tarde, fue nombrado maestro de capilla de la Catedral de Guadix, en sustitución de Jacinto de Mesa que había partido a la Catedral de Murcia.

[...] unanimes y conformes acordaron los dichos señores [del cabildo de la Catedral de Guadix], que nombran por maestro de capilla de esta yglesia, cuyo magisterio está vaco por promocion de Francisco [sic] de Mesa al magisterio de Murcia, al maestro Francisco Losada, con salario de docientos ducados y dos cahices de trigo en cada un año, con silla alta en el coro [...]
Actas capitulares de la Catedral de Guadix, 10 de mayo de 1649

Pero solo permaneció seis meses, ya que en noviembre de 1649 el Cabildo de Guadix nombraba a Mateo Sánchez de Fonseca para el cargo.
También es posible que el ingreso en la Orden de San Jerónimo se produjese tras su estancia en Guadix, el caso es que cuando Losada fue nombrado por segunda vez maestro de capilla de la Catedral de Almería, el 4 de agosto de 1655, venía de Bornes. Ahora sucedía a Gregorio Pérez en el cargo, que se había trasladado a la Capilla Real de Granada. Consiguió el cargo sin oposición, con un sueldo de 200 ducados y un cahíz de trigo. Parece ser que la razón para abandonar el monasterio jerónimo, para lo que tuvo que pedir permiso al General de su Orden, fue «para ayudar al sustento de sus padres, por ser pobres». En la capilla de música trabajaría con el tenor Miguel de Yoldi, que posteriormente sería maestro de capilla de la Catedral de Canarias.
Al año siguiente, en verano de 1656, negoció con el Cabildo almeriense un aumento del salario, ya que se presentaba la posibilidad de presentarse a las oposiciones de la Catedral de Cádiz. La negociación no debió ser satisfactoria, ya que solicitó una ausencia de 20 días, de la que ya no regresaría a Almería.
El 6 de octubre de 1656 tomó posesión del cargo de maestro de capilla de la Catedral de Cádiz, con un salario de 300 ducados, un 50% mayor que en Almería. Parece que en Cádiz se encontraba a gusto, ya que los informes indican que cumplió sus obligaciones de forma ejemplar. Falleció en Cádiz, como maestro, el 31 de mayo de 1667.

## Obra
Solo han llegado hasta nosotros nueve obras de Losada y no todas completas. En Almería toda la música de la Catedral ardió durante la Guerra Civil en las hogueras de los milicianos. El monasterio de Bornos fue víctima de la desamortización y sus papeles se han perdido en buena medida. Y en Cádiz no se sabe lo que ocurrió. En ninguno de los tres lugares se conservan obras del maestro. Se han conservado tres salmos en la Colegiata de Jerez, cuatro villancicos en la Catedral de Barcelona y dos misas incompletas en la Catedral de Santa Fe de Bogotá.